# 日本銀行本店
日本銀行本店（日语：にほんぎんこうほんてん）是一座位於日本東京都中央區日本橋本石町2丁目1番1號的建築，也是日本銀行的總部所在地，被選入東京建築遺產50選。日本銀行本店本館的的設計者是辰野金吾，竣工於1896年2月，建築設計參考比利時國家銀行。別館的設計者是長野宇平治。
1974年2月5日，日本銀行本店本館被指定為重要文化財。日本銀行本店新館則竣工於1973年。貨幣博物館亦位於日本銀行本店南分館。

## 外部連結
- 近代建築散策（日本銀行本店） （页面存档备份，存于）